# Колинс (Џорџија)
Колинс (енгл. Collins) град је у америчкој савезној држави Џорџија. По попису становништва из 2010. у њему је живело 584 становника.

## Демографија
Према попису становништва из 2010. у граду је живело 584 становника, што је 56 (10,6%) становника више него 2000. године.
| Група             | 2000.       | 2010.       |
| Белци             | 305 (57,8%) | 338 (57,9%) |
| Афроамериканци    | 218 (41,3%) | 222 (38,0%) |
| Азијати           | 0 (0,0%)    | 0 (0,0%)    |
| Хиспаноамериканци | 2 (0,4%)    | 19 (3,3%)   |
| Укупно            | 528         | 584         |